# Cam Neely
Cameron Michael „Cam“ Neely (* 6. Juni 1965 in Comox, British Columbia) ist ein ehemaliger kanadischer Eishockeyspieler, der während seiner aktiven Karriere zwischen 1983 und 1996 für die Vancouver Canucks und Boston Bruins in der National Hockey League gespielt hat. Neely gilt noch heute als Paradebeispiel für die sogenannte Position des Power Forwards. Seit 2007 war Neely im Management seines Ex-Klubs Boston Bruins tätig, ehe er im Juni 2010 zum Präsidenten des Franchises ernannt wurde.

## Karriere
Nach einer erfolgreichen Saison bei den Portland Winter Hawks in der Western Hockey League wurde er im NHL Entry Draft 1983 an neunter Stelle von den Vancouver Canucks ausgewählt. In Vancouver spielte er drei ziemlich enttäuschende Saisons. Danach tauschten die Canucks ihn und ihr erstes Wahlrecht für den NHL Entry Draft 1987 gegen Barry Pederson von den Boston Bruins ein. Im ersten Jahr bei den Bruins war Neely mit 36 Toren erfolgreichster Torschütze seines Clubs und konnte mit 72 Scorerpunkten seine Bilanz aus der Vorsaison mehr als verdoppeln.
Neelys Stärken waren sein harter, präziser Schuss, seine schnelle Auffassungsgabe und sein kämpferischer Einsatzwille, gepaart mit enormer Physis. Mit knapp 1,85 Meter und 100 kg konnte er ebenso gut Bodychecks und Fausthiebe austeilen wie Tore schießen. Er wurde der Prototyp des Power Forward, der in der NHL heiß begehrt war; man suchte fortan nach „Cam Neely-Typen“.
Während seiner zehn Spielzeiten für die Bruins, die von seinen zunehmenden Problemen mit Verletzungen geprägt waren, verbuchte er bemerkenswerte Statistiken. Nur die absoluten Superstars Wayne Gretzky, Mario Lemieux und Brett Hull erzielten jemals einen besseren Tore-pro-Spiel-Durchschnitt als Cam Neely in der Saison 1993/94 mit 50 Toren in 49 Partien. Außerdem gab es nur zehn Spieler überhaupt, die in ihrer gesamten Karriere einen höheren Tore-pro-Spiel-Durchschnitt hatten. Das ist umso bemerkenswerter, wenn man Neelys schwere Verletzungen berücksichtigt. Dreimal erreichte er die 50-Tore-Marke, er spielte in fünf All-Star Spielen und wurde viermal zum zweitbesten rechten Flügelstürmer der Liga gewählt.
50 Tore in 50 Spielen gilt als die Messlatte überhaupt für die besten Torjäger der NHL-Geschichte. Maurice Richard, Mike Bossy, Wayne Gretzky, Brett Hull und Mario Lemieux sind die einzigen, denen dies gelang. Cam Neelys 50 Tore in 44 Spielen fanden keinen Eingang in die offizielle Statistik, da diese „50 Tore in maximal 50 Spielen des Teams“ fordert, Neely war jedoch einen Großteil der Saison 1993/94 verletzt, so dass er sein 50. Tor erst im 66. Spiel seines Teams erzielen konnte.
Für seine besondere Willenstärke und Leidensfähigkeit, nach schweren Verletzungen immer wieder auf das Eis zurückzukehren, wurde er in der Saison 1993/94 mit der Bill Masterton Memorial Trophy ausgezeichnet. Ein Hüftleiden zwang ihn, seine Karriere nach der Saison 1995/96 im Alter von nur 30 Jahren zu beenden. Seine Rückennummer 8 wird ihm zu Ehren bei den Bruins nicht mehr vergeben. 2005 wurde er in die Hockey Hall of Fame aufgenommen.
Außerhalb des Spielfelds engagiert er sich stark im sozialen Bereich. Weil seine Eltern beide an Krebs starben, gründete er die Cam Neely Foundation, die in Zusammenarbeit mit einem Krankenhaus das „Neely House“ betreibt, wo Krebspatienten während ihrer Behandlung gemeinsam mit ihren Familien untergebracht werden können.
Im September 2007 wurde Neely zum Vizepräsidenten der Boston Bruins ernannt. 2010 erhielt Neely die Lester Patrick Trophy, die für besondere Verdienste um den Eishockeysport in den USA bzw. der NHL verliehen wird.
Außerdem hatte er einige kleinere Rollen als Schauspieler, darunter ein Kurzauftritt in dem Film Dumm und Dümmer als Seabass.

## Erfolge und Auszeichnungen
| - 1983 Memorial-Cup-Gewinn mit den Portland Winter Hawks - 1988 Teilnahme am NHL All-Star Game - 1988 NHL Second All-Star Team - 1989 Teilnahme am NHL All-Star Game - 1990 Teilnahme am NHL All-Star Game - 1990 NHL Second All-Star Team - 1991 Teilnahme am NHL All-Star Game | - 1991 NHL Second All-Star Team - 1994 NHL-Spieler des Monats Januar - 1994 Bill Masterton Memorial Trophy - 1994 NHL Second All-Star Team - 1996 Teilnahme am NHL All-Star Game - 2005 Aufnahme in die Hockey Hall of Fame - 2010 Lester Patrick Trophy |

## Rekorde
- Neun Powerplay-Tore in einer Playoff-Saison (1991; gemeinsam mit Mike Bossy)

## Karrierestatistik
(Legende zur Spielerstatistik: Sp oder GP = absolvierte Spiele; T oder G = erzielte Tore; V oder A = erzielte Assists; Pkt oder Pts = erzielte Scorerpunkte; SM oder PIM = erhaltene Strafminuten; +/− = Plus/Minus-Bilanz; PP = erzielte Überzahltore; SH = erzielte Unterzahltore; GW = erzielte Siegtore; 1 Play-downs/Relegation; Kursiv: Statistik nicht vollständig)